# Praprot, Semič
Praprot este o localitate din comuna Semič, Slovenia, cu o populație de 53 de locuitori.